# Religião na Nova Zelândia
Religião na Nova Zelândia (Censo do governo em 2018)
A religião na Nova Zelândia abrange uma ampla gama de grupos e crenças. Apesar de uma diminuição significativa, o cristianismo continua sendo a religião mais comum; 37% da população no censo de 2018 identificado como cristão. O hinduísmo é a segunda religião mais popular, reivindicando 2,6% da população, e o sikhismo é a fé que mais cresce. Cerca de 6% da população é afiliada a religiões não-cristãs, enquanto quase metade (48,6%) dos neozelandeses afirmou não ter religião no censo de 2018, e 6,7% não fizeram nenhuma declaração.
Antes da colonização europeia, a religião da população indígena maori era animista. O primeiro serviço cristão foi realizado por um padre francês, Paul-Antoine Léonard de Villefeix, no dia de Natal de 1769. Os esforços subsequentes de missionários como Samuel Marsden resultaram na maioria dos maoris que se converteram ao cristianismo. A maioria dos migrantes europeus do século XIX veio das Ilhas Britânicas, estabelecendo as três denominações cristãs dominantes na Nova Zelândia - anglicanismo, catolicismo e presbiterianismo. A tendência dos migrantes escoceses se estabelecerem em Otago e Southland viram o presbiterianismo predominar nessas regiões, enquanto o anglicanismo predominou em outros lugares; o efeito disso ainda é visto nas estatísticas de afiliação religiosa hoje. A porcentagem de neozelandeses que reivindicaram uma afiliação ao cristianismo em 2008 foi de 48%, embora a frequência regular à igreja esteja provavelmente próxima de 15%.
O número de pessoas afiliadas ao cristianismo diminuiu desde os anos 90, e as que afirmam que não têm afiliação religiosa aumentaram. Com o aumento da imigração para a Nova Zelândia, especialmente da Ásia, o número de pessoas afiliadas a religiões não-cristãs aumentou bastante.
A Nova Zelândia não tem nenhuma religião do Estado ou igreja estabelecida, embora o anglicanismo seja a religião oficial do monarca da Nova Zelândia (que é denominado como "Defender of The Faith"). A liberdade de religião está protegida desde a assinatura do Tratado de Waitangi.

## História

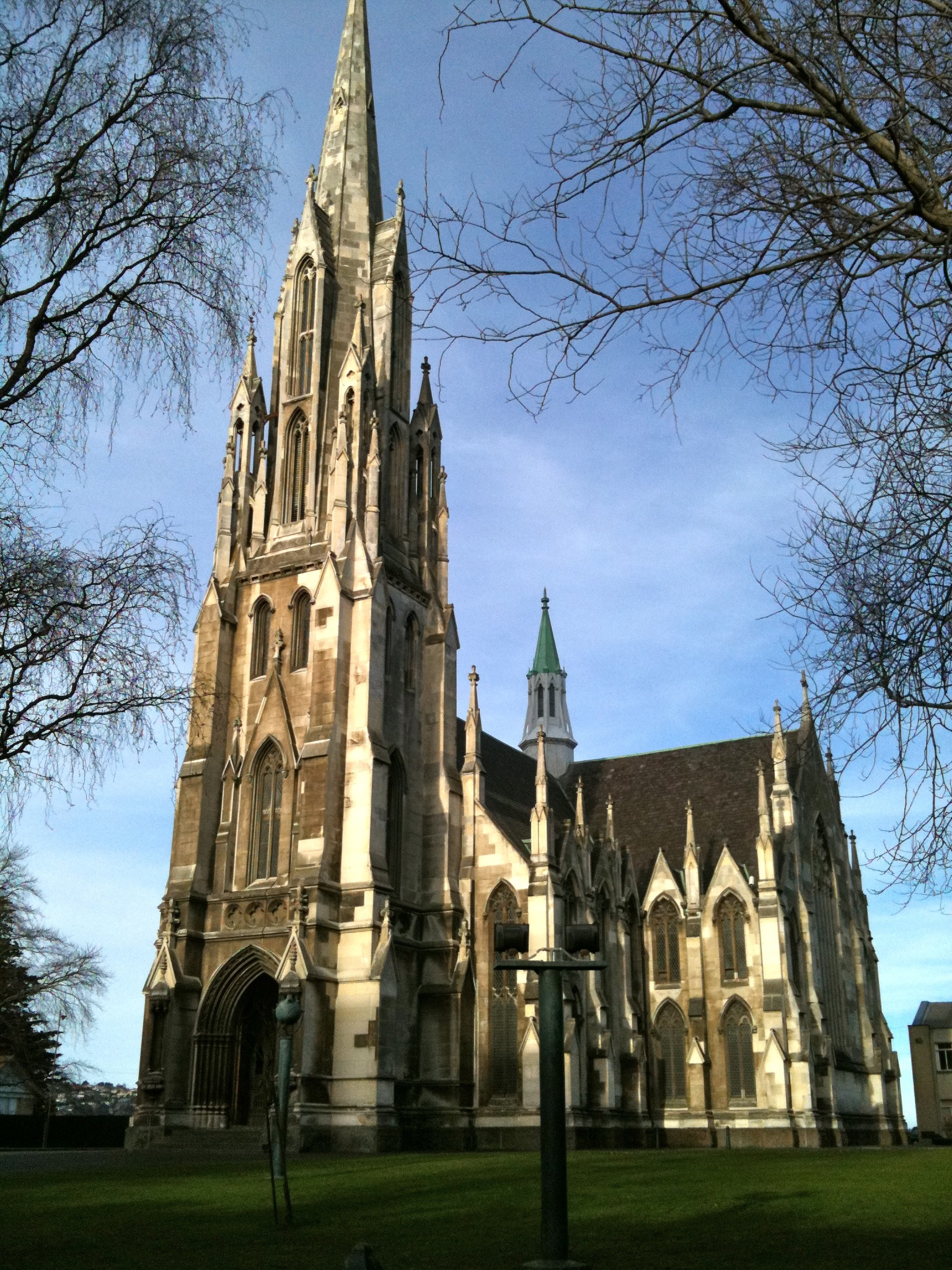
Igreja presbiteriana em Dunedin.

Antes da colonização europeia, a religião da população indígena maori era animista. O primeiro serviço cristão foi realizado por um padre francês, Paul-Antoine Léonard de Villefeix, no dia de Natal de 1769. Os esforços subsequentes de missionários como Samuel Marsden resultaram na maioria dos maori se convertendo ao cristianismo. A maioria dos migrantes europeus do século XIX veio das Ilhas Britânicas, estabelecendo as três denominações cristãs britânicas dominantes na Nova Zelândia - anglicanismo, catolicismo e presbiterianismo. A tendência dos migrantes escoceses se estabelecerem Otago e Southland fizeram o presbiterianismo predominar nessas regiões, enquanto o anglicanismo predominou nos outros lugares; o efeito disso ainda é visto nas estatísticas de afiliação religiosa hoje. A porcentagem de neozelandeses que reivindicaram uma afiliação ao cristianismo em 2008 foi de 48%, embora a frequência regular à igreja esteja provavelmente próxima de 15%.
O número de pessoas afiliadas ao cristianismo diminuiu desde os anos 90 e as que afirmam que não têm afiliação religiosa aumentaram. Com o aumento da imigração para a Nova Zelândia, especialmente da Ásia, o número de pessoas afiliadas a religiões não-cristãs aumentou bastante.
Embora na Grã-Bretanha a Igreja anglicana fosse uma Igreja do estado estabelecida, até meados do século XIX, mesmo os próprios anglicanos às vezes duvidaram desse arranjo, enquanto as outras principais denominações da nova colônia (presbiterianos, metodistas e católicos, por exemplo), obviamente, preferiu que a constituição local fosse permitida para todos os seus grupos. O primeiro serviço judeu comunal registrado na Nova Zelândia foi realizado em 7 de janeiro de 1843 em Wellington, embora judeus individuais estivessem entre exploradores e colonos anteriores. As ondas de novos imigrantes trouxeram suas crenças particulares (geralmente cristãs) com elas. A distribuição denominacional inicial refletiu muito o fato de que as comunidades de imigrantes locais começaram pequenas e muitas vezes vieram de regiões relativamente pequenas nos países de origem na Grã-Bretanha. Como resultado, no momento do censo de 1921, não existia distribuição uniforme entre os cristãos não-maori, com os presbiterianos como grupo dominante em Otago e  Southland, anglicanos na Far North District, a  Cabo do Leste e várias outras áreas, incluindo Banks Peninsula, enquanto os metodistas floresciam principalmente em Taranaki e Manawatu. O catolicismo, entretanto, era a religião dominante na  Costa Oeste com suas muitas preocupações de mineração, e em Central Otago. A Igreja Católica da Nova Zelândia embora seja uma igreja pequena em comparação com as outras, tornou-se especialmente conhecido em todo o país no início e meio do século XX pela sua forte posição em matéria de educação, estabelecendo um grande número de escolas.

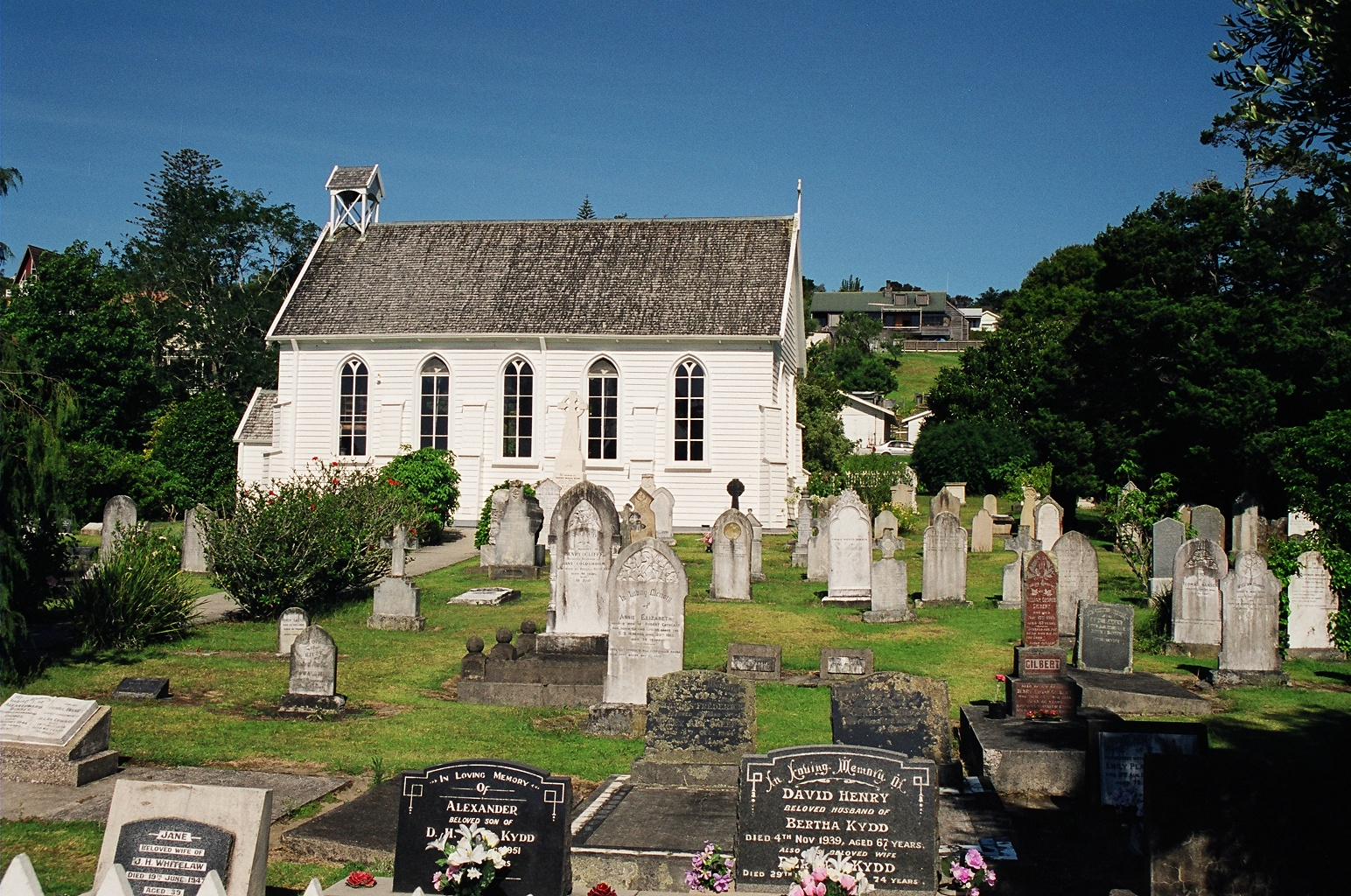
Christ Church em Russell, construída em 1835, é uma das igrejas mais antigas da Nova Zelândia.

### Separação da igreja e estado
A Nova Zelândia não tem igreja estabelecida. No entanto, as seguintes regras existem:
- O chefe de Estado da Nova Zelândia ou o monarca devem declarar que são cristãos protestantes e defenderão a sucessão protestante de acordo com a declaração exigida pela Declaração de Adesão de 1910.[11]
- A Seção 3 do Ato de Liquidação 1700 exige que o Rei da Rainha da Nova Zelândia seja um protestante anglicano.[12]
- O título da Rainha da Nova Zelândia inclui a declaração "pela graça de Deus" e o título  Defender of the Faith.[13] Nas discussões que levaram ao Tratado de Waitangi, o Governador Hobson fez uma declaração (que não tinha nenhum significado legal ou constitucional particular) em relação à liberdade de religião (às vezes chamado de "quarto" artigo).[14] Em 2007, o governo emitiu uma Declaração Nacional sobre a diversidade religiosa contendo na sua primeira cláusula "A Nova Zelândia não tem religião oficial ou estabelecida". A declaração causou controvérsia em alguns lugares, os adversários argumentando que o chefe de Estado da Nova Zelândia Rainha Elizabeth II é o Governador Supremo da Igreja da Inglaterra.[15] No entanto, a Rainha não atua na qualidade de Rainha da Nova Zelândia; embora ela conserve o estilo de  Defender of the Faith dentro de seu título oficial nesse papel. Uma pesquisa de 501 neozelandeses em junho de 2007 descobriu que 58% dos entrevistados não achavam que o cristianismo deveria ser a religião oficial da Nova Zelândia.[16]

## Dados demográficos
Os censos da Nova Zelândia coletam dados sobre afiliação religiosa desde 1851. As estatísticas da Nova Zelândia declaram que: A afiliação religiosa é uma variável de grande interesse para organizações religiosas, cientistas sociais e pode ser usada como variável explicativa em estudos sobre temas como formação e dissolução do casamento, fertilidade e renda.
Uma complicação na interpretação dos dados de afiliação religiosa na Nova Zelândia é a grande proporção que se opõe a responder à pergunta, cerca de 173.000 entrevistados em 2013. A maioria dos relatórios de porcentagens é baseada no número total de respostas, e não na população total.
No início do século XX, os dados do censo da Nova Zelândia indicam que a grande maioria dos neozelandeses era afiliada ao cristianismo. As porcentagens totais no censo de 1921 não-Maori foram: 45% anglicanos, 19,9% presbiterianos, 13,6% católicos, 9,5% metodistas e 11,2% outros. As estatísticas para Maori só foram disponibilizadas a partir de 1936, com 35,8% de anglicanos, 19,9% de ratana, 13,9% de católicos, 7,2% de ringatu, 7,1% de metodistas, 6,5% de santos dos últimos dias, 1,3% de metodistas e 8,3% de outros registrados neste censo. 
A população aumentou 7,8% entre o censo de 2006 e 2001. A tendência mais notável na religião nesse período é o aumento de 26,2% no número de pessoas que não indicam religião.

### Estatísticas de afiliação religiosa
A tabela abaixo é baseada em dados de afiliação religiosa registrados nos últimos quatro censos para pessoas geralmente residentes. Números e porcentagens podem não aumentar para 100%, pois é possível que as pessoas declarem mais de uma religião. O Censo de 2018 teve uma taxa de resposta incomumente baixa (83%). O Statistics New Zealand calculou posteriormente as estatísticas do censo de 2018 com base na combinação de respostas do censo de 2018 (82,9%), respostas do censo de 2013 (8,2%) e imputação (8,8%). Os resultados relatados são considerados de alta qualidade, mas não são totalmente confiáveis.
| Religião                                     | 2018      | 2018  | 2013      | 2013   | 2006      | 2006   | 2001      | 2001   | Tendência (%) |
| Religião                                     | Número    | %     | Número    | %      | Número    | %      | Número    | %      | 2001–18       |
| -------------------------------------------- | --------- | ----- | --------- | ------ | --------- | ------ | --------- | ------ | ------------- |
| Cristãos                                     | 1,738,638 | 37.31 | 1,858,977 | 47.65  | 2,027,418 | 54.16  | 2,043,843 | 58.92  | Baixa         |
| Anglicanos                                   | 314,913   | 6.76  | 459,771   | 11.79  | 554,925   | 14.82  | 584,793   | 16.86  | Baixa         |
| Católico romano                              | 295,743   | 6.2   | 492,105   | 12.61  | 508,437   | 13.58  | 485,637   | 14.00  | Baixa         |
| Cristão (não definido)                       | 307,926   | 6.61  | 216,177   | 5.54   | 186,234   | 4.97   | 192,165   | 5.54   | Aumento       |
| Presbiterianos e reformados                  | 242,907   | 5.21  | 330,516   | 8.47   | 400,839   | 10.71  | 431,139   | 12.43  | Baixa         |
| Pentecostais                                 | 81,624    | 1.75  | 74,256    | 1.90   | 79,155    | 2.11   | 67,182    | 1.94   | Baixa         |
| Metodistas                                   | 72,747    | 1.56  | 102,879   | 2.64   | 121,806   | 3.25   | 120,546   | 3.48   | Baixa         |
| Mórmons                                      | 54,123    | 1.16  | 40,728    | 1.04   | 43,539    | 1.16   | 39,915    | 1.15   | Estável       |
| Batistas                                     | 39,030    | 0.84  | 54,345    | 1.39   | 56,913    | 1.52   | 51,423    | 1.48   | Baixa         |
| Evangélicos                                  | 38,127    | 0.82  | 15,381    | 0.39   | 13,836    | 0.37   | 11,016    | 0.32   | Aumento       |
| Testemunhas de Jeová                         | 20,061    | 0.43  | 17,931    | 0.46   | 17,910    | 0.48   | 17,829    | 0.51   | Baixa         |
| Adventistas                                  | 18,510    | 0.40  | 17,085    | 0.44   | 16,191    | 0.43   | 14,868    | 0.43   | Estável       |
| Igreja da Irmandade                          | 14,160    | 0.30  | 18,624    | 0.48   | 19,617    | 0.52   | 20,397    | 0.59   | Baixa         |
| Ortodoxos                                    | 13,866    | 0.30  | 13,806    | 0.35   | 13,194    | 0.35   | 9,576     | 0.28   | Estável       |
| Cristãos asiáticos                           | 10,203    | 0.22  | 132       | <0.01  | 195       | 0.01   | 195       | 0.01   | Aumento       |
| Protestantes (não denominacional)            | 8,544     | 0.18  | 4,998     | 0.13   | 3,954     | 0.11   | 2,787     | 0.08   | Aumento       |
| Exército da Salvação                         | 7,929     | 0.17  | 9,162     | 0.23   | 11,493    | 0.31   | 12,618    | 0.36   | Baixa         |
| Igreja da União e Ecumênica                  | 3,693     | 0.08  | 999       | 0.03   | 1,419     | 0.04   | 1,389     | 0.04   | Estável       |
| Luteranos                                    | 3,585     | 0.08  | 3,903     | 0.10   | 4,476     | 0.12   | 4,314     | 0.12   | Estável       |
| Igreja de Cristo e Associação                | 3,258     | 0.07  | 2,145     | 0.05   | 2,991     | 0.08   | 3,270     | 0.09   | Estável       |
| Outros cristãos                              | 187,689   | 4.17  | 3,714     | 0.10   | 3,798     | 0.10   | 3,558     | 0.10   | Aumento       |
| Hindus                                       | 123,534   | 2.65  | 89,319    | 2.11   | 64,392    | 1.72   | 39,798    | 1.15   | Aumento       |
| Religiões Maori, crenças e filosofias        | 62,634    | 1.34  | 52,947    | 1.36   | 65,550    | 1.75   | 63,597    | 1.83   | Baixa         |
| Rātana                                       | 43,821    | 0.94  | 40,353    | 1.03   | 50,565    | 1.35   | 48,975    | 1.41   | Baixa         |
| Ringatū                                      | 12,336    | 0.26  | 13,272    | 0.34   | 16,419    | 0.44   | 15,291    | 0.44   | Baixa         |
| Religiões Māori (nenhuma definido)           | 3,699     | 0.08  | 0         | 0.00   | 0         | 0.00   | 0         | 0.00   | Aumento       |
| Pai Mārire                                   | 1,194     | 0.03  | 0         | 0.00   | 0         | 0.00   | 0         | 0.00   | Estável       |
| Outras religiões Māori                       | 1,584     | 0.03  | 0         | 0.00   | 0         | 0.00   | 0         | 0.00   | Estável       |
| Cristãos Māori (não definido)                | 0         | 0.00  | 222       | 0.01   | 219       | 0.01   | 237       | 0.01   | Estável       |
| Outros Māori                                 | 0         | 0.00  | 333       | 0.01   | 360       | 0.01   | 426       | 0.01   | Estável       |
| Religião Māori                               | 0         | 0.00  | 2,595     | 0.07   | 2,412     | 0.06   | 1,995     | 0.06   | Baixa         |
| Muçulmanos                                   | 61,455    | 1.32  | 46,149    | 1.18   | 36,072    | 0.96   | 23,631    | 0.68   | Aumento       |
| Budistas                                     | 52,779    | 1.13  | 58,404    | 1.50   | 52,362    | 1.40   | 41,634    | 1.20   | Baixa         |
| Sikh                                         | 40,908    | 0.88  | 19,191    | 0.49   | 9,507     | 0.25   | 5,199     | 0.15   | Aumento       |
| Espiritismo e religiões da nova era          | 19,695    | 0.42  | 18,285    | 0.47   | 19,800    | 0.53   | 16,062    | 0.46   | Estável       |
| Espiritualista                               | 8,262     | 0.18  | 7,776     | 0.20   | 7,743     | 0.21   | 5,856     | 0.17   | Estável       |
| Religiões baseadas na natureza e na terra    | 6,582     | 0.14  | 5,943     | 0.15   | 7,125     | 0.19   | 5,838     | 0.17   | Estável       |
| Satanismo                                    | 1,149     | 0.02  | 840       | 0.02   | 1,164     | 0.03   | 894       | 0.03   | Estável       |
| Nova era (não definido)                      | 363       | 0.01  | 441       | 0.01   | 669       | 0.02   | 420       | 0.01   | Estável       |
| Igreja da cientologia                        | 321       | 0.01  | 318       | 0.01   | 357       | 0.01   | 282       | 0.01   | Estável       |
| Outras religiões da Nova Era                 | 3,018     | 0.06  | 3,015     | 0.08   | 2,871     | 0.08   | 2,784     | 0.08   | Estável       |
| Judeus                                       | 5,274     | 0.11  | 6,867     | 0.18   | 6,858     | 0.18   | 6,636     | 0.19   | Baixa         |
| Outras Religiões                             | 11,079    | 0.24  | 15,054    | 0.39   | 14,943    | 0.40   | 13,581    | 0.39   | Baixa         |
| BBaha'i                                      | 2,925     | 0.06  | 2,634     | 0.07   | 2,772     | 0.07   | 2,988     | 0.09   | Estável       |
| Teísmo                                       | 2,607     | 0.06  | 1,782     | 0.05   | 2,202     | 0.06   | 1,491     | 0.04   | Estável       |
| Religiões chinesas                           | 1,491     | 0.03  | 906       | 0.02   | 912       | 0.02   | 1,269     | 0.04   | Estável       |
| Outras religiões (não definida)              | 1,434     | 0.03  | 5,202     | 0.13   | 4,830     | 0.13   | 4,641     | 0.13   | Baixa         |
| Zoroastriano                                 | 1,068     | 0.02  | 972       | 0.02   | 1,071     | 0.03   | 486       | 0.01   | Estável       |
| Jainismo                                     | 612       | 0.01  | 207       | 0.01   | 111       | <0.01  | 57        | <0.01  | Estável       |
| Religiões japonesas                          | 588       | 0.01  | 423       | 0.01   | 384       | 0.01   | 303       | 0.01   | Estável       |
| Outros                                       | 354       | 0.01  | 333       | 0.01   | 258       | 0.01   | 351       | 0.01   | Estável       |
| Total de pessoas com pelo menos uma religião | 2,083,107 | 44.70 | 2,146,167 | 53.64  | 2,271,921 | 60.69  | 2,232,564 | 64.36  | Baixa         |
| Não religioso                                | 2,264,601 | 48.59 | 1,635,345 | 41.92  | 1,297,104 | 34.65  | 1,028,049 | 29.64  | Aumento       |
| Não responderam                              | 312,795   | 6.71  | 173,034   | 4.44   | 242,607   | 6.48   | 239,241   | 6.90   | Aumento       |
| Total de pessoas declaradas                  | 4,660,503 | 100.0 | 3,901,167 | 100.00 | 3,743,655 | 100.00 | 3,468,813 | 100.00 |               |
| Não incluído em nenhum                       | 39,252    |       | 347,301   |        | 292,974   |        | 287,376   |        |               |
| População total                              | 4,699,755 |       | 4,242,048 |        | 4,027,947 |        | 3,737,277 |        |               |

### Cristianismo

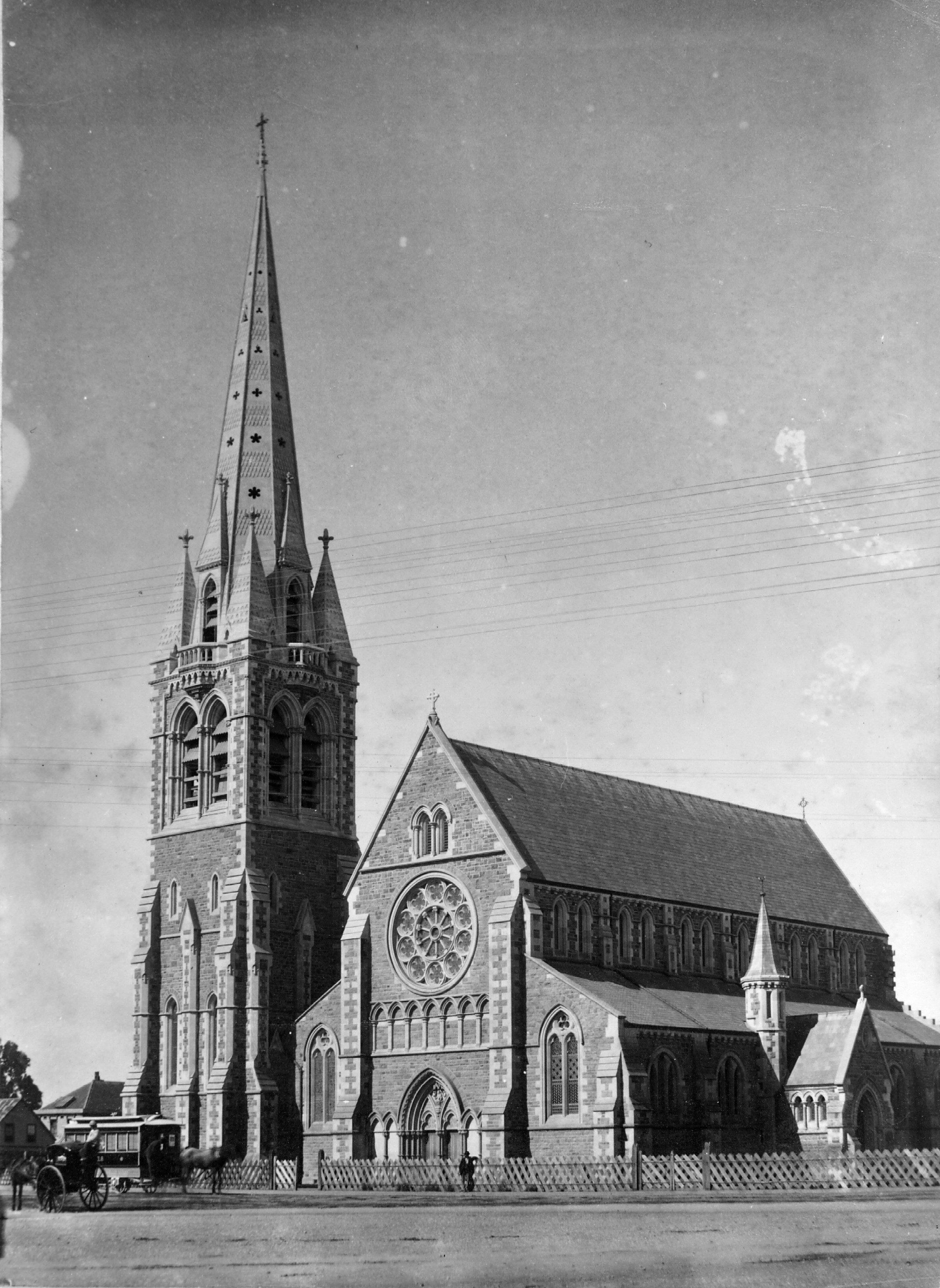
Catedral Anglicana de Christ Church antes do sismo de 2011.

Após a chegada de um grande número de imigrantes europeus (a maioria dos quais eram britânicos),os maoris adotaram o cristianismo no início do século XIX e, até hoje, o cristianismo tem grande influencia no país. Desde a fundação da nova Zelândia a maioria dos cristãos eram protestantes. O cristianismo tornou-se a principal religião do país, com as igrejas Anglicana, Católica e Presbiteriana que se estabeleceram fortemente. A chegada de outros grupos de imigrantes quase não interferiu, já que os insulares do Pacífico e outros grupos étnicos principalmente cristãos dominavam a imigração até à década de 1970.
Nas décadas seguintes, o cristianismo declinou um pouco em termos percentuais, principalmente devido a pessoas se declarando como sem religião, bem como pelo crescimento das religiões não-cristãs. As cinco maiores denominações cristãs em 2001 permaneceram as maiores em 2006. As denominações católica, metodista e pentecostais aumentaram, mas a denominação anglicana, presbiteriana, congregacional e as denominações cristãs indefinidas diminuíram. Enquanto grupos menores, houve aumentos percentuais maiores nas afiliações com outras denominações cristãs entre 2001 e 2006: as religiões cristãs ortodoxas aumentaram 37,8%, as igrejas Evangélicas aumentaram 25,6% e os pentecostais aumentaram em 17,8 %.
Apesar da forte afiliação ao cristianismo pelos neozelandeses em toda a história do país, o comparecimento à igreja na Nova Zelândia nunca foi alto comparado com outros países ocidentais. As estimativas do atendimento da igreja hoje variam de 10-20%, enquanto pesquisas da Sociedade Bíblica da Nova Zelândia em 2008 indicaram que 15% dos neozelandeses frequentam a igreja pelo menos uma vez por semana e 20% participam pelo menos uma vez por mês.

### Luteranismo
O Luteranismo chegou a Nova Zelândia por volta de 1840 nas Ilhas Chatham, e hoje contam com cerca de 3.900 Luteranos no país.

### Islam
O Islã na Nova Zelândia começou com a chegada dos chineses muçulmanos que vieram para trabalhar como garimpeiros na década de 1870. A primeira organização islâmica na Nova Zelândia, Associação Muçulmana da Nova Zelândia, foi criada em Auckland em 1950. 1960 viu a chegada do primeiro imame, Maulana Said Musa Patel, de Gujarat, Índia. A imigração muçulmana em larga escala começou no Década de 1970 com a chegada de Ídolos de Fiji, seguida na década de 1990 por refugiados de vários países devastados pela guerra.  Em abril de 1979, as três organizações muçulmanas regionais de Canterbury, Nova Zelândia | Canterbury]], Wellington e Auckland, juntou-se a para criar o único corpo islâmico nacional - Federação das Associações Islâmicas da Nova Zelândia. No início da década de 1990, muitos imigrantes foram admitidos sob a cota de refugiados da Nova Zelândia, de zonas de guerra em Somália,  Bósnia, Afeganistão, Kosovo e Iraque. Desde os ataques 11 de setembro o maior índice de conversão ao islamismo ocorreu entre os prisioneiros maori. 
No censo de 2013, 1,2% da população, ou 46.150 pessoas, se identificaram como muçulmanas. Mais de dois terços (67,5%) vivem na região de Auckland. Pouco mais de um quarto (25,7%) são nascidos na Nova Zelândia.

A maior denominação religiosa em cada autoridade territorial. Com base nos dados do Censo de 2013. As Ilhas Chatham possuem o mesmo número de anglicanos e católicos.

### Judaísmo
A história dos judeus aqui começa na década de 1830, incluindo colonizador cedo notável Joel Samuel Polack e continuou a crescer a partir da imigração. Os proeminentes judeus da Nova Zelândia na história incluem o primeiro ministro do século XIX Julius Vogel e pelo menos cinco prédios de Auckland, incluindo Dove-Myer Robinson. O ex-primeiro-ministro John Key do Partido Nacional da Nova Zelândia é parte da descendência, embora ele não pratique o judaísmo.
O censo de 2013 concluiu que havia uma população judaica de 6867, um aumento em relação ao censo de 2001 de 6636. 
A maioria dos judeus da Nova Zelândia residem em Auckland e Wellington, embora haja também uma comunidade judaica significativa em Dunedin que se acredita para ter a sinagoga permanente mais ao sul do mundo. Em 2006, 0,2% da população identificada como judaica.

### Religião Maori
A religião maori tradicional, isto é, a religiosidade original dos maoris, foi pouco modificado em seus elementos essenciais da sua pátria tropical da Polinésia Oriental, concebendo tudo, incluindo elementos naturais e todos os seres vivos, como conectado por descendência comum através de whakapapa ou genealogia. Assim, todas as coisas foram pensadas como possuindo uma força de vida ou "mauri". Muito poucos maori ainda se identificam como aderindo às crenças tradicionais de Maori (2.412 pessoas no recenseamento de 2006). Dois ramos maori específicos do cristianismo, Rātana e Ringatū são amplamente seguidos por muitos na comunidade maori.

### Budismo
O budismo é a terceira maior religião na Nova Zelândia, em 1,3% da população. Em 2007, foram gastos mais de  NZ$ 20 milhões para inaugurar em Auckland o Fo Guang Shan Temple e na promoção do Budismo Humanista. É o maior templo budista da Nova Zelândia.